# 한률
한률(漢律)은 중국 한대(漢代) 법률의 총칭이다. 한조의 법률 형식은 또한 율(律), 령(令), 과(科), 비(比)의 네 가지가 있었다.
한 고조 유방은 선대 진나라의 가혹하고 엄격하기만 한 법률을 고쳐 약법삼장이라는 이름으로 「사람을 죽인 자는 사형에 처하고, 다치게 한 자와 도둑질한 자도 처벌한다」는 세 가지 조항만 남겨 두었다. 후에 재상 소하는 진대의 옛 율에서 도(盗), 적(賊), 수(囚), 포(捕), 잡(雜), 구(具)의 여섯 편에 호(戶), 흥(興), 구(厩)의 세 편을 더해 《구장률》을 제정했다.
청말(淸末) 민국(民國) 초의 법률사학자 정수덕(程樹德)은 《구장률고(九朝律考) · 한률고서(漢律考序)》에서 "한의 소하가 지은 《구장률》에 숙손통의 《방장》(傍章) 18편과 장탕의 《월궁률》(越宮律) 27편, 그리고 조우의 《조율》(朝律) 6편을 더해 모두 60편으로 이것이 《한률》이다.”라고 말하고 있다. 이밖에 문제와 무제 때에 《좌관율》(左官律), 《주금률》(酎金律), 《상계율》(上計律), 《전조세율》(田租稅律), 《추은령》(推恩令), 《아당부익법》(阿党附益法), 《침명법》(沈命法) 등의 단행 법규가 황제의 조령(詔令) 형식으로 추출되기도 했다.
한의 율령은 빠지거나 흩어진 것이 많지만, 이후 중국 역대 왕조의 율령은 모두 한률에 크게 영향을 받은 바 있으며, 청 왕조의 《대청률》(大淸律) 가운데 감수자도(監守自盜)의 죄는 한률의 남상(濫觴)에서 규정한 주수도죄(主守盗罪)에서 영향을 받은 것으로 확인된다.
한률을 연구한 주요 저서로 청말 민국 초기의 법률가였던 심가본(沈家本)이 지은 《한률척유》(漢律摭遺)가 있다.

## 같이 보기
- 구장률
- 당률(唐律)
- 대명률(大明律)
- 진률(晉律)
- 춘추결옥(春秋決獄)